# Marco Sergio Silo

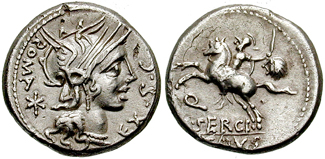
Denario romano que muestra a Marco Sergio Silo con el casco de Roma y andando a caballo sosteniendo la espada y la cabeza de un bárbaro.

Marco Sergio Silo fue un general de la república romana durante la segunda guerra púnica (218 a. C.-201 a. C.), famoso por sus múltiples mutilaciones de guerra y su gran número de hazañas. Perdió la mano derecha en una batalla y se le considera el primer usuario conocido de una mano protésica citado en la literatura. Fue pretor en el 197 a. C.

## Biografía
Según Plinio el Viejo, Sergio Silo perdió la mano derecha en su segunda campaña, y en las dos siguientes fue herido de guerra no menos de 23 veces, de manera que al final ya no tenía ninguna mano o pie funcional. Sin embargo, permaneció en servicio, y como mayor prueba, fue capturado dos veces por las tropas de Aníbal, sumando un total de un año y ocho meses de cautiverio, pero escapando en ambas ocasiones por su propio artificio. También se dice de él que luchó en cuatro combates con un brazo solamente. Para reemplazar la mano que había perdido, hizo fabricar una de hierro que llevaba sujeta al antebrazo.
Silo no sólo encajó daño, sino que también lo infligió. Con su peculiar prótesis, salvó Cremona y Placentia de sendos asedios púnicos y capturó doce campamentos de los aliados galos de Aníbal en su propio territorio. Silo listó todos sus logros en su discurso inaugural al recibir el rango de pretor, y lo hizo para a los que le acusaban de no destacar de otra cosa que de tullido. Plinio comenta también que, de haber luchado contra enemigos menos distinguidos, habría ganado gloria indiscutible.